# Epidemia de malária no Rio de Janeiro em 1829-1835
A epidemia de malária de 1829-1835 no estado do Rio de Janeiro, conhecida popularmente como febre de Macacu, foi uma epidemia que atingiu a região do Rio Macacu, principalmente as vilas de Santo Antônio de Sá e Vila Nova de São José del-Rei, incluíndo as freguesias de São João de Itaboraí, Nossa Senhora do Desterro do Tambi e Santíssima Trindade de Sant’Ana de Macacu.

## Consequências políticas
O intenso êxodo rural causado pela epidemia fez com que a vila de Santo Antônio de Sá perdesse grande parte de sua população. Como consequência, foi instaurado o Decreto Imperial de 15 de janeiro de 1833, que determinou a elevação de São João de Itaboraí a categoria de vila, incluindo as freguesias de Rio Bonito e Itambi, além da extinção da Vila Nova de São José del-Rei.
Em 1834, Santo Antônio de Sá se desmembrou em três freguesias, a sede, São José da Boa Morte e Santíssima Trindade. O local foi incorporado a Itaboraí em 1875, sendo assim extinto em 29 de setembro de 1877.